# 莱拉·贾瓦希什维利
莱拉·贾瓦希什维利（Lela Javakhishvili，1984年4月23日—），格鲁吉亚女子国际象棋棋手。
贾瓦希什维利于1999年获得女子特级大师称号。2005年，获国际大师称号。她曾夺得过2001年、2007年、2014年、 2016年四届格鲁吉亚国际象棋女子冠军。她还作为格鲁吉亚队的成员于2015年夺得了世界国际象棋团体锦标赛女团冠军。其最高等级分为2500分。